# فعل (فيزياء)

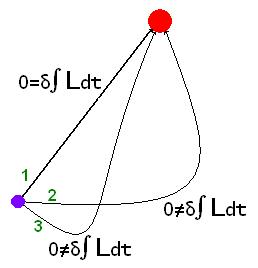
المؤلف: المستخدم Fmercury1980 باستخدام Microsoft Paint توضح هذه الصورة مبدأ الإجراء الأقل: يوجد في أحد الجانبين شحنة موجبة ثابتة. وعلى الجانب الآخر يوجد إلكترون حر. من بين جميع المسارات الممكنة، يختار الإلكترون المسار الذي يكون فيه التكامل الزمني لوظيفة لاغرانج في حده الأدنى.

في الفيزياء، الفعل (بالإنجليزية: Action)‏ هو قيمة عددية تصف كيف تغير النظام الفيزيائي مع تغير الزمن. الفعل مهم لأن معادلات حركة النظام يمكن اشتقاقها من خلال مبدأ الفعل الأدنى. في الحالة البسيطة لجسيم واحد يتحرك بسرعة محددة، يكون الفعل هو زخم الجسيم مضروبًا في المسافة التي يتحرك بها، أو يُضاف على طول مساره، أو على نحو مكافئ، ضعف طاقته الحركية مضروبة في طول الفترة الزمنية التي يمتلكها هذا المقدار من الطاقة، الذي تمت إضافته خلال الفترة الزمنية قيد الدراسة. بالنسبة للأنظمة الأكثر تعقيدًا، تتم إضافة كل هذه الكميات معًا. بشكل أكثر رسمية، الفعل هو دالة رياضية تأخذ المسار، ويسمى أيضًا المسار أو السجل، للنظام كحجة له وله عدد حقيقي كنتيجة له. بشكل عام، يأخذ الإجراء قيمًا مختلفة لمسارات مختلفة. يحتوي الإجراء على أبعاد الطاقة × الوقت أو الزخم × الطول، ووحدة النظام الدولي للوحدات الخاصة به هي جول-ثانية (مثل ثابت بلانك h).